# Жіноча старша школа МакРобертсона
Старша жіноча школа МакРобертсона — державна старша школа для дівчат, розміщена у місті Мельбурн, Вікторія, Австралія.

## Будинки
Школа поділяється на так звані «Будинки». Нижче наведено їхній перелік із зазначенням кольорів:
- Наяди, річкові німфи (синій)
- Дріади, лісові німфи (зелений)
- Нереїди, морські німфи (білий)
- Ореади, гірські німфи (червоний)
- Тріхарди, містичні німфи (рожевий)

Будинки змагаються між собою у чотирьох основних видах:
- Атлетика
- Плавання
- Театральне мистецтво
- Співи

## Видатні випускники
- Александра Адорнетто — письменниця[2];
- Джудіт Бакріч — академік, письменниця;
- Джин Бернс — пілот;
- Хлоя Делімур — акторка;
- Беверлі Фармер — письменниця-новелістка;
- Еліс Гарнер — акторка, академік;
- Антуанетта Галлоран — оперна співачка;
- Пенні Райт — сенатор[3]